# Det store Hjerte
Det store Hjerte er en dansk stumfilm fra 1925, der er instrueret af August Blom efter manuskript af Aage Falck-Rasmussen og J. Ahl-Nielsen.

## Handling
Om en ung kvinde og hendes tragiske kærlighedshistorie, som fører hende igennem tilværelse som artist ved et omrejsende cirkus til nævningetinget som dømmer hende for barnemord.

## Medvirkende
- Philip Bech - Niels Nielsen, proprietær
- Knud Almar - Hans, proprietærens eneste søn
- Peter Nielsen - Lars Skov
- Alice O'Fredericks - Karen, Lars Skovs datter
- Margarete Schlegel - Inger
- Mathilde Nielsen - Gamle Stine, Ingers mor
- Erik Bertner - Paul Alban, cirkusartist
- Ebba Thomsen - Sylvia, Pauls mor
- Henry Seemann - Godsejeren på Bilstrup
- Kai Paaske - Dyrlæge Badstue
- Axel Strøm - Den offentlige anklager
- Viggo Wiehe - Landsretssagfører Storm
- Lilli Beck
- Charles Wilken
- Amanda Lund